# Wzrost intruzywny
Wzrost intruzywny – specyficzny sposób wzrostu komórki roślinnej. Rosnąca komórka wsuwa się pomiędzy dwie komórki. Blaszka środkowa dwóch sąsiadujących komórek pomiędzy jest rozpuszczana przez enzymy wydzielane przez wrastającą komórkę. Wsunięcie rosnącej komórki następuje prawdopodobnie dzięki wystąpieniu naprężeń rozciągających. W wyniku wzrostu intruzywnego następuje zerwanie istniejących plazmodesm, zostają one odtworzone po połączeniu ścian komórkowych z wrastająca komórką. 
Wzrost intruzywny ma szczególne znaczenie w powstawaniu włókien, sklereidów, mleczników
oraz w przebudowie kambium, gdzie wzrost pomiędzy ściany styczne  umożliwia przebudowę układu komórek, niezależnie od procesu przyrostu wtórnego.